# Конный спорт на летних Олимпийских играх 2016 — квалификация
В соревнованиях по конному спорту на летних Олимпийских играх 2016 смогут принять участие 200 спортсменов, которые будут соревноваться за 6 комплектов наград. Каждая страна может быть представлена не более чем 12-ю спортсменами.

## Правила квалификации
Олимпийские группы FEI основаны на 7 географических регионах:
- А — Северо-Западная Европа
- В — Юго-Западная Европа
- С — Центральная и Восточная Европа, Центральная Азия
- D — Северная Америка
- Е — Центральная и Южная Америка
- F — Африка и Ближний Восток
- G — Юго-Восточная Азия, Океания

### Выездка
В выездке примут участие 60 конников. Каждая страна может быть представлена максимум 4-я спортсменами. Всего путёвки получат 10 сборных и соответственно 40 конников. 6 марта 2016 года будет опубликован рейтинг FEI, согласно которому обладателями квот станут ещё 10 спортсменов. Остальные путёвки распределит специальная комиссия.
Квалификационные соревнования
| Соревнование                               | Период                       | Место проведения |
| ------------------------------------------ | ---------------------------- | ---------------- |
| Всемирные конные игры 2014                 | 23 августа — 7 сентября 2014 | Нормандия        |
| Конный спорт на Панамериканских играх 2015 | 11 — 25 июля 2015            | Торонто          |
| Чемпионат Европы по выездке 2015           | 11 — 16 августа 2015         | Ахен             |
| Олимпийская квалификация групп C/F/G       | 11 сентября 2015             | Перль            |
| Олимпийский квалификационный рейтинг       | 6 марта 2016                 |                  |

### Троеборье
В троеборье примут участие 65 конников. Каждая страна может быть представлена максимум 4-я спортсменами. Основным этапом отбора стали Всемирные конные игры 2014 года, где была разыграны 6 командных путёвок на Игры в Рио-де-Жанейро. Всего путёвки получат 11 сборных и соответственно 44 конника. 6 марта 2016 года был опубликован рейтинг FEI, согласно которому обладателями квот стали ещё 21 спортсмен. Сборные Италии, России и Швейцарии, заработавшие по 3 индивидуальные олимпийские лицензии, получили право выступить в командных соревнованиях.
Квалификационные соревнования
| Соревнование                                               | Период                       | Место проведения |
| ---------------------------------------------------------- | ---------------------------- | ---------------- |
| Всемирные конные игры 2014                                 | 23 августа — 7 сентября 2014 | Нормандия        |
| Конный спорт на Панамериканских играх 2015                 | 11 — 25 июля 2015            | Торонто          |
| Чемпионат Европы по конному троеборью 2015                 | 10 — 13 сентября 2015        | Блэр Касл        |
| Азиатско-Тихоокеанский чемпионат по конному троеборью 2015 | 8 — 11 октября 2015          | Букело           |
| Олимпийский квалификационный рейтинг                       | 6 марта 2016                 |                  |

### Конкур
В конкуре примут участие 75 конников. Каждая страна может быть представлена максимум 4-я спортсменами. Основными этапом отбора стали Всемирные конные игры 2014 года, чемпионат Европы и Панамериканские игры, где было разыграно 10 командных путёвок.
Квалификационные соревнования
| Соревнование                               | Период                       | Место проведения |
| ------------------------------------------ | ---------------------------- | ---------------- |
| Всемирные конные игры 2014                 | 23 августа — 7 сентября 2014 | Нормандия        |
| Олимпийская квалификация группы F          | 19 февраля 2015              | Абу-Даби         |
| Конный спорт на Панамериканских играх 2015 | 11 — 25 июля 2015            | Торонто          |
| Олимпийская квалификация группы F          | 2 августа 2015               | Шаморин          |
| Чемпионат Европы по конкуру 2015           | 17 — 23 августа 2015         | Ахен             |
| Олимпийская квалификация группы F          | 25 августа 2015              | Хаген            |
| Олимпийский квалификационный рейтинг       | 6 марта 2016                 |                  |

## Квалифицированные страны
| Страна                   | Командные | Командные | Командные | Индивидуальные | Индивидуальные | Индивидуальные | Всего |
| Страна                   | Выездка   | Конкур    | Троеборье | Выездка        | Конкур         | Троеборье      | Всего |
| ------------------------ | --------- | --------- | --------- | -------------- | -------------- | -------------- | ----- |
| Австралия                | ×         | ×         | ×         | 4              | 4              | 4              | 12    |
| Австрия                  |           |           |           | 1              |                |                | 1     |
| Аргентина                |           | ×         |           |                | 4              |                | 4     |
| Бельгия                  |           |           |           | 1              | 2              | 2              | 5     |
| Бразилия                 | ×         | ×         | ×         | 4              | 4              | 4              | 12    |
| Великобритания           | ×         | ×         | ×         | 4              | 4              | 4              | 12    |
| Венесуэла                |           |           |           |                | 2              |                | 2     |
| Германия                 | ×         | ×         | ×         | 4              | 4              | 4              | 12    |
| Государство Палестина    |           |           |           | 1              |                |                | 1     |
| Дания                    | ×         |           |           | 4              |                |                | 4     |
| Доминиканская Республика |           |           |           | 1              |                |                | 1     |
| Египет                   |           |           |           |                | 1              |                | 1     |
| Зимбабве                 |           |           |           |                |                | 1              | 1     |
| Ирландия                 |           |           | ×         | 1              | 1              | 4              | 6     |
| Испания                  | ×         | ×         |           | 4              | 4              | 1              | 9     |
| Италия                   |           |           | ×         | 1              | 1              | 4              | 6     |
| Канада                   |           | ×         | ×         | 2              | 4              | 4              | 10    |
| Катар                    |           | ×         |           |                | 4              |                | 4     |
| Китай                    |           |           |           |                |                | 1              | 1     |
| Колумбия                 |           |           |           |                | 2              |                | 2     |
| Марокко                  |           |           |           |                | 1              |                | 1     |
| Мексика                  |           |           |           | 1              |                |                | 1     |
| Нидерланды               | ×         | ×         | ×         | 4              | 4              | 4              | 12    |
| Новая Зеландия           |           |           | ×         | 1              |                | 4              | 5     |
| Перу                     |           |           |           |                | 1              |                | 1     |
| Польша                   |           |           |           |                |                | 1              | 1     |
| Португалия               |           |           |           |                | 1              |                | 1     |
| Пуэрто-Рико              |           |           |           |                |                | 1              | 1     |
| Россия                   |           |           | ×         | 2              |                | 3              | 5     |
| США                      | ×         | ×         | ×         | 4              | 4              | 4              | 12    |
| Тайвань                  |           |           |           |                | 1              |                | 1     |
| Турция                   |           |           |           |                | 1              |                | 1     |
| Украина                  |           | ×         |           | 1              | 4              |                | 5     |
| Уругвай                  |           |           |           |                | 1              |                | 1     |
| Финляндия                |           |           |           |                |                | 1              | 1     |
| Франция                  | ×         | ×         | ×         | 4              | 4              | 4              | 12    |
| Чили                     |           |           |           |                |                | 1              | 1     |
| Швейцария                |           | ×         |           | 1              | 4              | 2              | 7     |
| Швеция                   | ×         | ×         | ×         | 4              | 4              | 4              | 12    |
| Эквадор                  |           |           |           |                |                | 1              | 1     |
| ЮАР                      |           |           |           | 1              |                |                | 1     |
| Республика Корея         |           |           |           | 1              |                |                | 1     |
| Япония                   | ×         | ×         |           | 4              | 4              | 2              | 10    |

## Распределение квот

### Командная выездка
| Номер | Способ отбора              | Способ отбора              | Страны         | Спортсмены                                                                | Лошади                                                    |
| ----- | -------------------------- | -------------------------- | -------------- | ------------------------------------------------------------------------- | --------------------------------------------------------- |
| 1     | Хозяева                    | Хозяева                    | Бразилия       | Луиза Алмейда Педро Алмейда Жуан Олива Джована Пасс                       | Vendaval Xaparro do Vouga Xamã dos Pinhais Zingaro de Lyw |
| 2     | Всемирные конные игры 2014 | Всемирные конные игры 2014 | Германия       | Кристина Брёринг-Шпрехе Изабель Верт Сонке Рётенбергер Дороте Шнайдер     | Desperados Weihegold Cosmo Showtime                       |
| 3     | Всемирные конные игры 2014 | Всемирные конные игры 2014 | Великобритания | Шарлотта Дюжарден Карл Хестер Фиона Бигвуд Спенсер Уилтон                 | Valegro Nip Tuck Orthilia Super Nova                      |
| 4     | Всемирные конные игры 2014 | Всемирные конные игры 2014 | Нидерланды     | Аделин Корнелиссен Эдвард Гал Ханс Петер Миндерхауд Дидерик ван Сливхаут  | Parzival Voice Johnson Arlando                            |
| 5     | Всемирные конные игры 2014 | Группы F, G                | Австралия      | Мэри Ханна Сьюзан Хирн Кристи Оутли Линдал Оутли                          | Boogie Woogie Remmington Du Soleil Sandro Boy             |
| 6     | Панамериканские игры 2015  | Группы D, E                | США            | Эллисон Брок Лора Грейвз Кейси Перри-Гласс Стеффен Питерс                 | Rosevelt Verdades Dublet Legolas                          |
| 7     | Чемпионат Европы 2015      | Группы A, B, C             | Испания        | Клаудио Кастилья Беатрис Феррер-Салат Северо Хурадо Хосе Мануэль Мартин   | Alcaide Delgado Lorenzo Grandioso                         |
| 8     | Чемпионат Европы 2015      | Группы A, B, C             | Швеция         | Тинне Вильхельмсон-Сильфвен Патрик Киттель Юлитте Рамель Мадс Хенделиовиц | Don Auriello Deja Buriel Jimmie Choo SEQ                  |
| 9     | Чемпионат Европы 2015      | Группы A, B, C             | Франция        | Людовик Анри Стефани Брёссель Карен Тебар Пьерр Волла                     | After You Amorak Don Luis Badinda Altena                  |
| 10    | Олимпийская квалификация   | Группы F, G                | Япония         | Киити Харада Юко Китаи Аканэ Куроки Масанао Такахаси                      | Egistar Don Lorean Toots Fabriano                         |
| 11    | Составные сборные          | Составные сборные          | Дания          | Катрин Дюфур Анна Каспшак Агнет Кирк Тинггор Андерс Даль                  | Cassidy Donnperignon Jojo Selten                          |

### Личная выездка
| Номер | Способ отбора                        | Способ отбора                    | Страны                   | Спортсмены                  | Лошади           |
| ----- | ------------------------------------ | -------------------------------- | ------------------------ | --------------------------- | ---------------- |
| 1     | Участники командных соревнований     | Участники командных соревнований | Бразилия                 | Луиза Алмейда               | Vendaval         |
| 2     | Участники командных соревнований     | Участники командных соревнований | Бразилия                 | Педро Алмейда               | Xaparro do Vouga |
| 3     | Участники командных соревнований     | Участники командных соревнований | Бразилия                 | Жуан Олива                  | Xamã dos Pinhais |
| 4     | Участники командных соревнований     | Участники командных соревнований | Бразилия                 | Джована Пасс                | Zingaro de Lyw   |
| 5     | Участники командных соревнований     | Участники командных соревнований | Германия                 | Кристина Брёринг-Шпрехе     | Desperados       |
| 6     | Участники командных соревнований     | Участники командных соревнований | Германия                 | Изабель Верт                | Weihegold        |
| 7     | Участники командных соревнований     | Участники командных соревнований | Германия                 | Сонке Рётенбергер           | Cosmo            |
| 8     | Участники командных соревнований     | Участники командных соревнований | Германия                 | Дороте Шнайдер              | Showtime         |
| 9     | Участники командных соревнований     | Участники командных соревнований | Великобритания           | Шарлотта Дюжарден           | Valegro          |
| 10    | Участники командных соревнований     | Участники командных соревнований | Великобритания           | Карл Хестер                 | Nip Tuck         |
| 11    | Участники командных соревнований     | Участники командных соревнований | Великобритания           | Фиона Бигвуд                | Orthilia         |
| 12    | Участники командных соревнований     | Участники командных соревнований | Великобритания           | Спенсер Уилтон              | Super Nova       |
| 13    | Участники командных соревнований     | Участники командных соревнований | Нидерланды               | Аделин Корнелиссен          | Parzival         |
| 14    | Участники командных соревнований     | Участники командных соревнований | Нидерланды               | Эдвард Гал                  | Voice            |
| 15    | Участники командных соревнований     | Участники командных соревнований | Нидерланды               | Ханс Петер Миндерхауд       | Johnson          |
| 16    | Участники командных соревнований     | Участники командных соревнований | Нидерланды               | Дидерик ван Сливхаут        | Arlando          |
| 17    | Участники командных соревнований     | Участники командных соревнований | Австралия                | Мэри Ханна                  | Boogie Woogie    |
| 18    | Участники командных соревнований     | Участники командных соревнований | Австралия                | Сьюзан Хирн                 | Remmington       |
| 19    | Участники командных соревнований     | Участники командных соревнований | Австралия                | Кристи Оутли                | Du Soleil        |
| 20    | Участники командных соревнований     | Участники командных соревнований | Австралия                | Линдал Оутли                | Sandro Boy       |
| 21    | Участники командных соревнований     | Участники командных соревнований | США                      | Эллисон Брок                | Rosevelt         |
| 22    | Участники командных соревнований     | Участники командных соревнований | США                      | Лора Грейвз                 | Verdades         |
| 23    | Участники командных соревнований     | Участники командных соревнований | США                      | Кейси Перри-Гласс           | Dublet           |
| 24    | Участники командных соревнований     | Участники командных соревнований | США                      | Стеффен Питерс              | Legolas          |
| 25    | Участники командных соревнований     | Участники командных соревнований | Испания                  | Клаудио Кастилья            | Alcaide          |
| 26    | Участники командных соревнований     | Участники командных соревнований | Испания                  | Беатрис Феррер-Салат        | Delgado          |
| 27    | Участники командных соревнований     | Участники командных соревнований | Испания                  | Северо Хурадо               | Lorenzo          |
| 28    | Участники командных соревнований     | Участники командных соревнований | Испания                  | Хосе Мануэль Мартин         | Grandioso        |
| 29    | Участники командных соревнований     | Участники командных соревнований | Швеция                   | Тинне Вильхельмсон-Сильфвен | Don Auriello     |
| 30    | Участники командных соревнований     | Участники командных соревнований | Швеция                   | Патрик Киттель              | Deja             |
| 31    | Участники командных соревнований     | Участники командных соревнований | Швеция                   | Юлитте Рамель               | Buriel           |
| 32    | Участники командных соревнований     | Участники командных соревнований | Швеция                   | Мадс Хенделиовиц            | Jimmie Choo SEQ  |
| 33    | Участники командных соревнований     | Участники командных соревнований | Франция                  | Людовик Анри                | After You        |
| 34    | Участники командных соревнований     | Участники командных соревнований | Франция                  | Стефани Брёссель            | Amorak           |
| 35    | Участники командных соревнований     | Участники командных соревнований | Франция                  | Карен Тебар                 | Don Luis         |
| 36    | Участники командных соревнований     | Участники командных соревнований | Франция                  | Пьерр Волла                 | Badinda Altena   |
| 37    | Участники командных соревнований     | Участники командных соревнований | Япония                   | Киити Харада                | Egistar          |
| 38    | Участники командных соревнований     | Участники командных соревнований | Япония                   | Юко Китаи                   | Don Lorean       |
| 39    | Участники командных соревнований     | Участники командных соревнований | Япония                   | Аканэ Куроки                | Toots            |
| 40    | Участники командных соревнований     | Участники командных соревнований | Япония                   | Масанао Такахаси            | Fabriano         |
| 41    | Панамериканские игры 2015            | Группа D                         | Канада                   | Меган Лейн                  | Caravella        |
| 42    | Панамериканские игры 2015            | Группа E                         | Мексика                  | Бернадетте Пухальс          | Rolex            |
| 43    | Олимпийская квалификация             | Группа F                         | ЮАР                      | Таня Сеймур                 | Ramoneur         |
| 44    | Олимпийская квалификация             | Группа G                         | Республика Корея         | Ким Дон Сон                 | Bukowski         |
| 45    | Олимпийский квалификационный рейтинг | Группа A                         | Дания                    | Катрин Дюфур                | Cassidy          |
| 46    | Олимпийский квалификационный рейтинг | Группа A                         | Дания                    | Анна Каспшак                | Donnperignon     |
| 47    | Олимпийский квалификационный рейтинг | Группа B                         | Австрия                  | Виктория Макс-Тойрер        | Della Cavalleria |
| 48    | Олимпийский квалификационный рейтинг | Группа B                         | Бельгия                  | Йоринде Вервимп             | Tiamo            |
| 49    | Олимпийский квалификационный рейтинг | Группа C                         | Россия                   | Марина Афрамеева            | Vosk             |
| 50    | Олимпийский квалификационный рейтинг | Группа C                         | Россия                   | Инесса Меркулова            | Mister X         |
| 51    | Олимпийский квалификационный рейтинг | Группа D                         | Канада                   | Белинда Трасселл            | Anton            |
| 52    | Олимпийский квалификационный рейтинг | Группа E                         | Доминиканская Республика | Ивонна Лосос                | Foco Loco        |
| 53    | Олимпийский квалификационный рейтинг | Группа F                         | Государство Палестина    | Кристиан Циммерман          | Aramis           |
| 54    | Олимпийский квалификационный рейтинг | Группа G                         | Новая Зеландия           | Джули Броэм                 | Vom Feinsten     |
| 55    | Олимпийский квалификационный рейтинг | Общий рейтинг                    | Италия                   | Валентина Труппа            | Chablis          |
| 56    | Олимпийский квалификационный рейтинг | Общий рейтинг                    | Ирландия                 | Джуди Рейнольдс             | Vancouver K      |
| 57    | Олимпийский квалификационный рейтинг | Общий рейтинг                    | Швейцария                | Марсела Кринке-Сусмель      | Molberg          |
| 58    | Олимпийский квалификационный рейтинг | Общий рейтинг                    | Дания                    | Агнет Кирк Тинггор          | Jojo             |
| 59    | Олимпийский квалификационный рейтинг | Общий рейтинг                    | Дания                    | Андерс Даль                 | Selten           |
| 60    | Олимпийский квалификационный рейтинг | Общий рейтинг                    | Украина                  | Инна Логутенкова            | Don Gregorius    |

### Командное троеборье
| Номер | Способ отбора                         | Способ отбора              | Страны         | Спортсмены                                                                   | Лошади                                                                    |
| ----- | ------------------------------------- | -------------------------- | -------------- | ---------------------------------------------------------------------------- | ------------------------------------------------------------------------- |
| 1     | Хозяева                               | Хозяева                    | Бразилия       | Марсио Жорже Руй Фонсека Карлос Парро Марсио Аппел                           | Lissy Mac Wayer Tom Bombadill Too Summon Up The Blood Iberon Jmen         |
| 2     | Всемирные конные игры 2014            | Всемирные конные игры 2014 | Германия       | Сандра Ауффарт Михаэль Юнг Ингрид Климке Юлия Краевски                       | Opgun Louvo Sam FBW Hale-Bob OLD Samourai du Thot                         |
| 3     | Всемирные конные игры 2014            | Всемирные конные игры 2014 | Великобритания | Уильямс Фокс-Питт Пиппа Фаннелл Китти Кинг Джемма Теттерсэл                  | Chilli Morning Billy The Biz Ceylor L A N Quicklook V                     |
| 4     | Всемирные конные игры 2014            | Всемирные конные игры 2014 | Нидерланды     | Мерел Блом Тим Липс Алис Набер-Лоземан Тео ван де Вендел                     | Rumour has It Bayro Peter Parker Zindane                                  |
| 5     | Всемирные конные игры 2014            | Всемирные конные игры 2014 | Австралия      | Кристофер Бёртон Сэм Гриффитс Шейн Роуз Стюарт Тинни                         | Santano II Paulank Brockagh CP Qualified Pluto Mio                        |
| 6     | Всемирные конные игры 2014            | Всемирные конные игры 2014 | Ирландия       | Клэр Эбботт Джонти Эванс Марк Кайл Патрик Маккарти                           | Euro Prince Cooley Rorkes Drift Jemilia Simon Porloe                      |
| 7     | Всемирные конные игры 2014            | Всемирные конные игры 2014 | Канада         | Ребекка Ховард Коллин Лоуч Кэтрин Робинсон Джессика Феникс                   | Riddle Master Qorry Blue d’Argouges Let It Bee A Little Romance           |
| 8     | Панамериканские игры 2015             | Группы D, E                | США            | Филлип Даттон Лорен Киффер Бойд Мартин Кларк Монтгомери                      | Mighty Nice Veronica Blackfoot Mystery Loughan Glen                       |
| 9     | Чемпионат Европы 2015                 | Группы A, B, C             | Франция        | Карим Флоран Лагуаг Матьё Лемуан Астье Николя Тибо Валетт                    | Entebbe Bart L Piaf de B’Neville Qing du Briot                            |
| 10    | Чемпионат Европы 2015                 | Группы A, B, C             | Швеция         | Лудвиг Свеннерштоль Сара Альготссон Остхольт Фрида Андерсен Линда Альготссон | Aspe Reality 39 Herta Fairnet                                             |
| 11    | Азиатско-Тихоокеанский чемпионат 2015 | Группы F, G                | Новая Зеландия | Кларк Джонстон Джонелл Прайс Тим Прайс Марк Тодд                             | Balmoral Sensation Faerie Dianimo Ringwood Sky Boy Leonidas II            |
| 12    | Составные сборные                     | Составные сборные          | Италия         | Стефано Бреччароли Лука Роман Пьетро Роман Арианна Скиво                     | Apollo VD Wendi Kurt Hoeve Castlewoods Jake Barraduff Quefira de l’Ormeau |
| 13    | Составные сборные                     | Составные сборные          | Россия         | Александр Марков Андрей Митин Евгения Овчинникова                            | Kurfurstin Gurza Orion                                                    |

### Личное троеборье
| Номер | Способ отбора                        | Способ отбора                    | Страны         | Спортсмены               | Лошади                     |
| ----- | ------------------------------------ | -------------------------------- | -------------- | ------------------------ | -------------------------- |
| 1     | Участники командных соревнований     | Участники командных соревнований | Бразилия       | Марсио Жорже             | Lissy Mac Wayer            |
| 2     | Участники командных соревнований     | Участники командных соревнований | Бразилия       | Руй Фонсека              | Tom Bombadill Too          |
| 3     | Участники командных соревнований     | Участники командных соревнований | Бразилия       | Карлос Парро             | Summon Up The Blood        |
| 4     | Участники командных соревнований     | Участники командных соревнований | Бразилия       | Марсио Аппел             | Iberon Jmen                |
| 5     | Участники командных соревнований     | Участники командных соревнований | Германия       | Сандра Ауффарт           | Opgun Louvo                |
| 6     | Участники командных соревнований     | Участники командных соревнований | Германия       | Михаэль Юнг              | Sam FBW                    |
| 7     | Участники командных соревнований     | Участники командных соревнований | Германия       | Ингрид Климке            | Hale-Bob OLD               |
| 8     | Участники командных соревнований     | Участники командных соревнований | Германия       | Юлия Краевски            | Samourai du Thot           |
| 9     | Участники командных соревнований     | Участники командных соревнований | Великобритания | Уильямс Фокс-Питт        | Chilli Morning             |
| 10    | Участники командных соревнований     | Участники командных соревнований | Великобритания | Пиппа Фаннелл            | Billy The Biz              |
| 11    | Участники командных соревнований     | Участники командных соревнований | Великобритания | Китти Кинг               | Ceylor L A N               |
| 12    | Участники командных соревнований     | Участники командных соревнований | Великобритания | Джемма Теттерсэл         | Quicklook V                |
| 13    | Участники командных соревнований     | Участники командных соревнований | Нидерланды     | Мерел Блом               | Rumour has It              |
| 14    | Участники командных соревнований     | Участники командных соревнований | Нидерланды     | Тим Липс                 | Bayro                      |
| 15    | Участники командных соревнований     | Участники командных соревнований | Нидерланды     | Алис Набер-Лоземан       | Peter Parker               |
| 16    | Участники командных соревнований     | Участники командных соревнований | Нидерланды     | Тео ван де Вендел        | Zindane                    |
| 17    | Участники командных соревнований     | Участники командных соревнований | Австралия      | Кристофер Бёртон         | Santano II                 |
| 18    | Участники командных соревнований     | Участники командных соревнований | Австралия      | Сэм Гриффитс             | Paulank Brockagh           |
| 19    | Участники командных соревнований     | Участники командных соревнований | Австралия      | Шейн Роуз                | CP Qualified               |
| 20    | Участники командных соревнований     | Участники командных соревнований | Австралия      | Стюарт Тинни             | Pluto Mio                  |
| 21    | Участники командных соревнований     | Участники командных соревнований | Ирландия       | Клэр Эбботт              | Euro Prince                |
| 22    | Участники командных соревнований     | Участники командных соревнований | Ирландия       | Джонти Эванс             | Cooley Rorkes Drift        |
| 23    | Участники командных соревнований     | Участники командных соревнований | Ирландия       | Марк Кайл                | Jemilia                    |
| 24    | Участники командных соревнований     | Участники командных соревнований | Ирландия       | Патрик Маккарти          | Simon Porloe               |
| 25    | Участники командных соревнований     | Участники командных соревнований | Канада         | Ребекка Ховард           | Riddle Master              |
| 26    | Участники командных соревнований     | Участники командных соревнований | Канада         | Коллин Лоуч              | Qorry Blue d’Argouges      |
| 27    | Участники командных соревнований     | Участники командных соревнований | Канада         | Кэтрин Робинсон          | Let It Bee                 |
| 28    | Участники командных соревнований     | Участники командных соревнований | Канада         | Джессика Феникс          | A Little Romance           |
| 29    | Участники командных соревнований     | Участники командных соревнований | США            | Филлип Даттон            | Mighty Nice                |
| 30    | Участники командных соревнований     | Участники командных соревнований | США            | Лорен Киффер             | Veronica                   |
| 31    | Участники командных соревнований     | Участники командных соревнований | США            | Бойд Мартин              | Blackfoot Mystery          |
| 32    | Участники командных соревнований     | Участники командных соревнований | США            | Кларк Монтгомери         | Loughan Glen               |
| 33    | Участники командных соревнований     | Участники командных соревнований | Франция        | Карим Флоран Лагуаг      | Entebbe                    |
| 34    | Участники командных соревнований     | Участники командных соревнований | Франция        | Матьё Лемуан             | Bart L                     |
| 35    | Участники командных соревнований     | Участники командных соревнований | Франция        | Астье Николя             | Piaf de B’Neville          |
| 36    | Участники командных соревнований     | Участники командных соревнований | Франция        | Тибо Валетт              | Qing du Briot              |
| 37    | Участники командных соревнований     | Участники командных соревнований | Швеция         | Лудвиг Свеннерштоль      | Aspe                       |
| 38    | Участники командных соревнований     | Участники командных соревнований | Швеция         | Сара Альготссон Остхольт | Reality 39                 |
| 39    | Участники командных соревнований     | Участники командных соревнований | Швеция         | Фрида Андерсен           | Herta                      |
| 40    | Участники командных соревнований     | Участники командных соревнований | Швеция         | Линда Альготссон         | Fairnet                    |
| 41    | Участники командных соревнований     | Участники командных соревнований | Новая Зеландия | Кларк Джонстон           | Balmoral Sensation         |
| 42    | Участники командных соревнований     | Участники командных соревнований | Новая Зеландия | Джонелл Прайс            | Faerie Dianimo             |
| 43    | Участники командных соревнований     | Участники командных соревнований | Новая Зеландия | Тим Прайс                | Ringwood Sky Boy           |
| 44    | Участники командных соревнований     | Участники командных соревнований | Новая Зеландия | Марк Тодд                | Leonidas II                |
| 45    | Олимпийский квалификационный рейтинг | Группа A                         | Финляндия      | Элмо Янкари              | Duchess Desiree            |
| 46    | Олимпийский квалификационный рейтинг | Группа B                         | Италия         | Стефано Бреччароли       | Apollo VD Wendi Kurt Hoeve |
| 47    | Олимпийский квалификационный рейтинг | Группа C                         | Россия         | Александр Марков         | Kurfurstin                 |
| —     | Олимпийский квалификационный рейтинг | Группа D                         | —              | —                        | —                          |
| 48    | Олимпийский квалификационный рейтинг | Группа E                         | Чили           | Карлос Лобос             | Ranco                      |
| 49    | Олимпийский квалификационный рейтинг | Группа F                         | Зимбабве       | Камилла Крюгер           | Biarritz                   |
| 50    | Олимпийский квалификационный рейтинг | Группа G                         | Япония         | Ёсиаки Оива              | The Duke of Cavan          |
| —     | Олимпийский квалификационный рейтинг | Группы A, B, C                   | Беларусь       | —                        | —                          |
| 51    | Олимпийский квалификационный рейтинг | Группы A, B, C                   | Швейцария      | Феликс Фогг              | Onfire                     |
| 52    | Олимпийский квалификационный рейтинг | Группы D, E                      | Пуэрто-Рико    | Лорен Бильис             | Castle Larchfield Purdy    |
| 53    | Олимпийский квалификационный рейтинг | Группы D, E                      | Эквадор        | Николас Веттштайн        | Nadeville Merze            |
| 54    | Олимпийский квалификационный рейтинг | Группы F, G                      | Китай          | Алекс Хуа Тянь           | Don Geniro                 |
| 55    | Олимпийский квалификационный рейтинг | Группы F, G                      | Япония         | Рюдзо Китадзима          | Just Chocolate             |
| 56    | Олимпийский квалификационный рейтинг | Общий рейтинг                    | Бельгия        | Карин Донкерс            | Fletcha van’t Verahof      |
| 57    | Олимпийский квалификационный рейтинг | Общий рейтинг                    | Бельгия        | Йорис Ванспрингел        | Lully Des Aulnes           |
| 58    | Олимпийский квалификационный рейтинг | Общий рейтинг                    | Россия         | Андрей Митин             | Gurza                      |
| 59    | Олимпийский квалификационный рейтинг | Общий рейтинг                    | Италия         | Пьетро Роман             | Barraduff                  |
| 60    | Олимпийский квалификационный рейтинг | Общий рейтинг                    | Россия         | Евгения Овчинникова      | Orion                      |
| 61    | Олимпийский квалификационный рейтинг | Общий рейтинг                    | Швейцария      | Бен Фогг                 | Noe des Vatys              |
| 62    | Олимпийский квалификационный рейтинг | Общий рейтинг                    | Италия         | Лука Роман               | Castlewoods Jake           |
| 63    | Олимпийский квалификационный рейтинг | Общий рейтинг                    | Испания        | Альберто Эрмосо          | Hito                       |
| —     | Олимпийский квалификационный рейтинг | Общий рейтинг                    | Швейцария      | —                        | —                          |
| 64    | Олимпийский квалификационный рейтинг | Общий рейтинг                    | Польша         | Павел Списак             | Banderas                   |
| 65    | Олимпийский квалификационный рейтинг | Общий рейтинг                    | Италия         | Арианна Скиво            | Quefira de l’Ormeau        |

### Командный конкур
| Номер | Способ отбора              | Способ отбора              | Страны         | Спортсмены                                                                       | Лошади                                                                          |
| ----- | -------------------------- | -------------------------- | -------------- | -------------------------------------------------------------------------------- | ------------------------------------------------------------------------------- |
| 1     | Хозяева                    | Хозяева                    | Бразилия       | Стефан Барча Альваро де Миранда Нето Эдуардо Менезес Педро Венисс                | Landpeter do Feroleto Cornetto K Quintol Quabri de L’Isle                       |
| 2     | Всемирные конные игры 2014 | Всемирные конные игры 2014 | Нидерланды     | Йерун Дуббелдам Харри Смолдерс Майкел ван дер Влётен Юр Врилинг                  | Zenith Emerald Verdi Zirocco Blue                                               |
| 3     | Всемирные конные игры 2014 | Всемирные конные игры 2014 | Франция        | Роже-Ив Бост Пенелопа Лепрево Филипп Розье Кевин Сто                             | Sydney Une Prince Flora de Mariposa Rahotep de Toscane Rêveur de Hurtebise *HDC |
| 4     | Всемирные конные игры 2014 | Всемирные конные игры 2014 | США            | Люси Дэвис Кент Фаррингтон Элизабет Мадден Маклейн Уорд                          | Barron Voyeur Cortes 'C' Azur                                                   |
| 5     | Всемирные конные игры 2014 | Всемирные конные игры 2014 | Германия       | Кристиан Альман Лудгер Бербаум Даниэль Дойссер Мередит Майклс-Бербаум            | Taloubet Chiara First Class Fibonacci                                           |
| 6     | Всемирные конные игры 2014 | Всемирные конные игры 2014 | Швеция         | Педер Фредриксон Хенрик фон Эккерман Малин Барьярд-Йонссон Рольф-Йёран Бенгтссон | All In Yajamila Cue Channa Unita                                                |
| 7     | Олимпийская квалификация   | Группа F                   | Катар          | Али Аль-Тани Али Аль-Румаихи Бассем Хассан Мохаммед Хамад Аль-Аттия              | First Division Gunder Dejavu Appagino                                           |
| 8     | Панамериканские игры 2015  | Группы D, E                | Канада         | Эрик Ламаз Тиффани Фостер Янн Кандел Эми Миллар                                  | Fine Lady 5 Tripple X III First Choice 15 Heros                                 |
| 9     | Панамериканские игры 2015  | Группы D, E                | Аргентина      | Матиас Альбарьясин Хосе Мария Ларокка Бруно Пассаро Рамиро Кинтана               | Cannavaro Cornet du Lys Chicago Whitney                                         |
| 10    | Олимпийская квалификация   | Группа C                   | Украина        | Ульрих Кирхофф Кассио Риветти Рене Теббель Ференц Сентирмай                      | Prince de la Mare Fine Fleur du Marais Chadino Zipper                           |
| 11    | Чемпионат Европы 2015      | Группы A, B, C             | Швейцария      | Стив Герда Мартин Фукс Ромен Дуже Яника Шпрунгер                                 | Nino des Buissonets Clooney Quorida de Treho Bonne Chance                       |
| 12    | Чемпионат Европы 2015      | Группы A, B, C             | Великобритания | Ник Скелтон Бенджамин Мар Майкл Уитакер Джон Уитакер                             | Big Star Tic Tac Cassionato Ornellaia                                           |
| 13    | Чемпионат Европы 2015      | Группы A, B, C             | Испания        | Эдуардо Альварес Серхио Альварес Пилар Лукреция Мануэль Фернандес                | Rockfeller de Pleville Carlo Gribouille du Lys U Watch                          |
| 14    | Олимпийская квалификация   | Группа G                   | Япония         |                                                                                  |                                                                                 |
| 15    | Олимпийская квалификация   | Группа G                   | Австралия      | Скотт Кич Эдвина Топс-Александер Мэттью Уильямс Джеймс Патерсон-Робинсон         | Fedor Caretina de Joter Valinski Amarillo                                       |

### Личный конкур
| Номер | Способ отбора                        | Способ отбора                    | Страны         | Спортсмены               | Лошади                   |
| ----- | ------------------------------------ | -------------------------------- | -------------- | ------------------------ | ------------------------ |
| 1     | Участники командных соревнований     | Участники командных соревнований | Бразилия       | Стефан Барча             | Landpeter do Feroleto    |
| 2     | Участники командных соревнований     | Участники командных соревнований | Бразилия       | Альваро де Миранда Нето  | Cornetto K               |
| 3     | Участники командных соревнований     | Участники командных соревнований | Бразилия       | Эдуардо Менезес          | Quintol                  |
| 4     | Участники командных соревнований     | Участники командных соревнований | Бразилия       | Педро Венисс             | Quabri de L’Isle         |
| 5     | Участники командных соревнований     | Участники командных соревнований | Нидерланды     | Йерун Дуббелдам          | Zenith                   |
| 6     | Участники командных соревнований     | Участники командных соревнований | Нидерланды     | Харри Смолдерс           | Emerald                  |
| 7     | Участники командных соревнований     | Участники командных соревнований | Нидерланды     | Майкел ван дер Влётен    | Verdi                    |
| 8     | Участники командных соревнований     | Участники командных соревнований | Нидерланды     | Юр Врилинг               | Zirocco Blue             |
| 9     | Участники командных соревнований     | Участники командных соревнований | Франция        | Роже-Ив Бост             | Sydney Une Prince        |
| 10    | Участники командных соревнований     | Участники командных соревнований | Франция        | Пенелопа Лепрево         | Flora de Mariposa        |
| 11    | Участники командных соревнований     | Участники командных соревнований | Франция        | Филипп Розье             | Rahotep de Toscane       |
| 12    | Участники командных соревнований     | Участники командных соревнований | Франция        | Кевин Сто                | Rêveur de Hurtebise *HDC |
| 13    | Участники командных соревнований     | Участники командных соревнований | США            | Люси Дэвис               | Barron                   |
| 14    | Участники командных соревнований     | Участники командных соревнований | США            | Кент Фаррингтон          | Voyeur                   |
| 15    | Участники командных соревнований     | Участники командных соревнований | США            | Элизабет Мадден          | Cortes 'C'               |
| 16    | Участники командных соревнований     | Участники командных соревнований | США            | Маклейн Уорд             | Azur                     |
| 17    | Участники командных соревнований     | Участники командных соревнований | Германия       | Кристиан Альман          | Taloubet                 |
| 18    | Участники командных соревнований     | Участники командных соревнований | Германия       | Лудгер Бербаум           | Chiara                   |
| 19    | Участники командных соревнований     | Участники командных соревнований | Германия       | Даниэль Дойссер          | First Class              |
| 20    | Участники командных соревнований     | Участники командных соревнований | Германия       | Мередит Майклс-Бербаум   | Fibonacci                |
| 21    | Участники командных соревнований     | Участники командных соревнований | Швеция         | Педер Фредриксон         | All In                   |
| 22    | Участники командных соревнований     | Участники командных соревнований | Швеция         | Хенрик фон Эккерман      | Yajamila                 |
| 23    | Участники командных соревнований     | Участники командных соревнований | Швеция         | Малин Барьярд-Йонссон    | Cue Channa               |
| 24    | Участники командных соревнований     | Участники командных соревнований | Швеция         | Рольф-Йёран Бенгтссон    | Unita                    |
| 25    | Участники командных соревнований     | Участники командных соревнований | Катар          | Али Аль-Тани             | First Division           |
| 26    | Участники командных соревнований     | Участники командных соревнований | Катар          | Али Аль-Румаихи          | Gunder                   |
| 27    | Участники командных соревнований     | Участники командных соревнований | Катар          | Бассем Хассан Мохаммед   | Dejavu                   |
| 28    | Участники командных соревнований     | Участники командных соревнований | Катар          | Хамад Аль-Аттия          | Appagino                 |
| 29    | Участники командных соревнований     | Участники командных соревнований | Канада         | Эрик Ламаз               | Fine Lady 5              |
| 30    | Участники командных соревнований     | Участники командных соревнований | Канада         | Тиффани Фостер           | Tripple X III            |
| 31    | Участники командных соревнований     | Участники командных соревнований | Канада         | Янн Кандел               | First Choice 15          |
| 32    | Участники командных соревнований     | Участники командных соревнований | Канада         | Эми Миллар               | Heros                    |
| 33    | Участники командных соревнований     | Участники командных соревнований | Аргентина      | Матиас Альбарьясин       | Cannavaro                |
| 34    | Участники командных соревнований     | Участники командных соревнований | Аргентина      | Хосе Мария Ларокка       | Cornet du Lys            |
| 35    | Участники командных соревнований     | Участники командных соревнований | Аргентина      | Бруно Пассаро            | Chicago                  |
| 36    | Участники командных соревнований     | Участники командных соревнований | Аргентина      | Рамиро Кинтана           | Whitney                  |
| 37    | Участники командных соревнований     | Участники командных соревнований | Украина        | Ульрих Кирхофф           | Prince de la Mare        |
| 38    | Участники командных соревнований     | Участники командных соревнований | Украина        | Кассио Риветти           | Fine Fleur du Marais     |
| 39    | Участники командных соревнований     | Участники командных соревнований | Украина        | Ференц Сентирмай         | Chadino                  |
| 40    | Участники командных соревнований     | Участники командных соревнований | Украина        | Рене Теббель             | Zipper                   |
| 41    | Участники командных соревнований     | Участники командных соревнований | Швейцария      | Стив Герда               | Nino des Buissonets      |
| 42    | Участники командных соревнований     | Участники командных соревнований | Швейцария      | Мартин Фукс              | Clooney                  |
| 43    | Участники командных соревнований     | Участники командных соревнований | Швейцария      | Ромен Дуже               | Quorida de Treho         |
| 44    | Участники командных соревнований     | Участники командных соревнований | Швейцария      | Яника Шпрунгер           | Bonne Chance             |
| 45    | Участники командных соревнований     | Участники командных соревнований | Великобритания | Ник Скелтон              | Big Star                 |
| 46    | Участники командных соревнований     | Участники командных соревнований | Великобритания | Бенджамин Мар            | Tic Tac                  |
| 47    | Участники командных соревнований     | Участники командных соревнований | Великобритания | Майкл Уитакер            | Cassionato               |
| 48    | Участники командных соревнований     | Участники командных соревнований | Великобритания | Джон Уитакер             | Ornellaia                |
| 49    | Участники командных соревнований     | Участники командных соревнований | Испания        | Эдуардо Альварес         | Rockfeller de Pleville   |
| 50    | Участники командных соревнований     | Участники командных соревнований | Испания        | Серхио Альварес          | Carlo                    |
| 51    | Участники командных соревнований     | Участники командных соревнований | Испания        | Пилар Лукресия           | Gribouille du Lys        |
| 52    | Участники командных соревнований     | Участники командных соревнований | Испания        | Мануэль Фернандес        | U Watch                  |
| 53    | Участники командных соревнований     | Участники командных соревнований | Япония         |                          |                          |
| 54    | Участники командных соревнований     | Участники командных соревнований | Япония         |                          |                          |
| 55    | Участники командных соревнований     | Участники командных соревнований | Япония         |                          |                          |
| 56    | Участники командных соревнований     | Участники командных соревнований | Япония         |                          |                          |
| 57    | Участники командных соревнований     | Участники командных соревнований | Австралия      | Скотт Кич                | Fedor                    |
| 58    | Участники командных соревнований     | Участники командных соревнований | Австралия      | Эдвина Топс-Александер   | Caretina de Joter        |
| 59    | Участники командных соревнований     | Участники командных соревнований | Австралия      | Мэттью Уильямс           | Valinski                 |
| 60    | Участники командных соревнований     | Участники командных соревнований | Австралия      | Джеймс Патерсон-Робинсон | Amarillo                 |
| 61    | Панамериканские игры 2015            | Группа D, E                      | Колумбия       | Даниэль Блуман           | Apardi                   |
| 62    | Панамериканские игры 2015            | Группа D, E                      | Колумбия       | Рене Лопес               | Con Dios III             |
| 63    | Панамериканские игры 2015            | Группа D, E                      | Перу           | Алонсо Вальдес           | Chief                    |
| 64    | Панамериканские игры 2015            | Группа D, E                      | Уругвай        | Нестор Нильсен           | Prince Royal de la Luz   |
| 65    | Панамериканские игры 2015            | Группа D, E                      | Венесуэла      | Эммануэль Андраде        | Hardrock                 |
| 66    | Панамериканские игры 2015            | Группа D, E                      | Венесуэла      | Пабло Барриос            | Antares                  |
| 67    | Олимпийская квалификация             | Группа G                         | Тайвань        | Вон Исяо                 | Zadarijke                |
| 68    | Олимпийский квалификационный рейтинг | Группа A                         | Ирландия       | Грег Бродерик            | Going Global             |
| 69    | Олимпийский квалификационный рейтинг | Группа B                         | Португалия     | Лусьяна Диниш            | Fit For Fun 13           |
| 70    | Олимпийский квалификационный рейтинг | Группа C                         | Турция         | Омер Караэвли            | Roso au Crosnier         |
| 71    | Олимпийский квалификационный рейтинг | Группа F                         | Марокко        | Абделькебир Уаддар       | Quickly de Kreisker      |
| 72    | Олимпийский квалификационный рейтинг | Общий рейтинг                    | Бельгия        | Жером Гери               | Grand Cru                |
| 73    | Олимпийский квалификационный рейтинг | Общий рейтинг                    | Италия         | Эмануэле Гаудиано        | Caspar                   |
| 74    | Олимпийский квалификационный рейтинг | Общий рейтинг                    | Бельгия        | Николя Филиппертс        | Zilverstar               |
| 75    | Олимпийский квалификационный рейтинг | Общий рейтинг                    | Египет         | Карим Эль-Зогби          | Amelia                   |